# Шомпол
Шо́мпол (от на немски: Stempel – чукало, клъчник), обикновено – стоменена, преди – дървена или метално-дървена пръчка, шиш за избутване на заседнали в ствола гилзи и патрони, а също и за смазване и почистване на канала на ствола на ръчно огнестрелно или пневматично оръжие. В началото на развитието на ръчното огнестрелно оръжие шомпола е бил необходим за снаряжаването на дулнозарядното оръжие: с него се натиква куршума по канала на ствола до упор. За снаряжаването на куршумите система Неслер и другите заострени куршуми са използвани шомполи със съответстваща форма на главата. При снаряжаването на щуцери, поради високата плътност на влизането, куршума е трябвало да се набива със сила в ствола с помощта на шомпола. За да се избегне това набиване в нарязаните стволове е измислен куршума на Миние, и с това време ролята на шомпола в снаряжението към оръжието намалява.
Може да бъде цял и разглобяем, състоящ се от няколко части. В първите образци огнестрелно оръжие (например щуцерите), зареждани откъм дулото, е използван за натикването на тапите и куршумите. При армейското съвременно оръжие обикновено е снабден с винтова резба на края за навинтване към него на принадлежности за чистене и смазка, и се носи заедно с оръжието, закрепен под ствола. Съществували са и други, екзотични места на съхраненяване на шомпола в състава на оръжието – така например, в немския автомат StG44 той се намира вътре в газово-възвратния механизъм.